# Ciastko z niespodzianką
Ciastko z niespodzianką (ang. Smiley Face) – amerykańsko-niemiecki film komediowy z 2007 roku, opowiadający historię aktorki (w tej roli Anna Faris) uzależnionej od marihuany. Zdjęcia kręcono w Los Angeles.
Jest to dziewiąty film w reżyserii Gregga Arakiego, który spotkał się z dystrybucją kinową, a jednocześnie jeden z niewielu filmów tego twórcy, który tematyką nie jest związany z LGBT. Światowa premiera Ciastka z niespodzianką miała miejsce 21 stycznia 2007 roku podczas Sundance Film Festival.
W Polsce projekt został wydany na rynku DVD w ostatnim kwartale 2009 roku, nakładem Monolithu.

## Fabuła
Jane jest 20-latką, beztroską i nieco leniwą, której największym marzeniem jest kariera aktorska. Film zaczyna się gdy główna postać przechodzi chwile słabości, gdy porankiem pochłania ciasteczka upieczone przez jej ekscentrycznego współlokatora. Stara się w ten sposób pozbyć tremy przed zbliżającym się castingiem do filmu. Ku swojemu zdumieniu, ta metoda okazuje się skuteczna, gdyż każde ciasteczko pomaga zredukować jej niepokój i wywołuje szeroki uśmiech na jej twarzy.
Jednakże, w miarę jak uśmiech Jane staje się coraz szerszy, zdaje sobie sprawę, że domowe wypieki współlokatora były przyprawione specyficzną substancją, zwyczajowo zwaną "trawką", co z pewnością nie spodoba się jej współlokatorowi, gdy się dowie o ich braku. Jane ma tylko kilka godzin na zakup "zaopatrzenia" u lokalnego dealera, opłacenie rachunku za prąd i zdążenie na przesłuchanie. Jednakże pogodzenie tych wszystkich zadań w pod wpływem narkotyku okazuje się trudne.

## Obsada
- Anna Faris − Jane F.
- Danny Masterson − Steve, współlokator Jane F.
- Adam Brody − Steve, diler
- John Krasinski − Brevin
- John Cho − Mikey
- Danny Trejo − Albert
- Roscoe Lee Browne − narrator

## Odbiór krytyczny
Film otrzymał w większości pozytywne opinie krytyków; serwis Rotten Tomatoes na podstawie opinii z 34 recenzji przyznał mu wynik 65%.